# Woltersdorf, Jerichower Land
Woltersdorf là một đô thị thuộc huyện Jerichower Land, bang Sachsen-Anhalt, Đức. Đô thị Woltersdorf, Jerichower Land có diện tích 8,89 kilômét vuông, dân số thời điểm ngày 31 tháng 12 năm 2006 là 403 người.